# Mentális szótár
A mentális lexikon az elmében egy olyan nagy kapacitású tár, melynek segítségével előhívjuk, megtanuljuk és megértjük a nyelv szavait. A mentális szótár a pszicholingvisztika kutatási területe, egy feltételezett tár, amely az egyén által megismert szavak mentális tárolását, valamint a tárolás rendszerező elvét és az előhívás mechanizmusait foglalja magában.
Feltételezések szerint minden szóhoz egy definíció kapcsolódik a mentális szótárban, és e definíciók valamint a szótár elemeinek összekapcsolását meghatározó elvek alapján kapjuk a mondat jelentését. E tár a deklaratív memória részét képezi

## Kapacitás
A szó- és nyelvelsajátítás különösen gyermekkorban rohamos ütemben fejlődik; egy 6 éves gyerek már kb. 15 000 szót ismer. Egy átlagos középfokú végzettségű amerikai ember mentális szótárában 45 000 szót tárol (William Nagy és Richard Anderson). A műveltségtől és olvasottságtól függően ez a szám 75 000, de akár a duplája is lehet. Kutatások szerint egy átlagos Egyesült Államokban élő értelmiségi mentális lexikonjában 150 000 fogalmat is tárolhat.

## Működése
A nyelv a mentális lexikon és a mentális nyelvtan együttes működésével jön létre.
Azt, hogy a szótár elemei hogyan kapcsolódnak össze és hogyan fejezik ki a fogalmak közötti viszonyokat a mentális grammatika által meghatározott szabályhalmaz írja elő.

### Tárolási mód
A mentális lexikonnal kapcsolatos elfogadott elmélet szerint a szavak és a jelentésük külön tárolódnak, de valamilyen kapcsolat van közöttük. Ezt az elméletet támasztja alá az úgynevezett fordítási érv, ami arra támaszkodik, hogy vannak lefordíthatatlan, jelentés nélküli szavak, valamint vannak olyan fogalmaink is, amikre nincsenek szavaink. Például Rosch leírása szerint a dani nyelvet beszélők színészlelése nem különbözik a miénktől, pedig a nyelvükben csupán két szó létezik a színekre, egyik világosat jelent, a másik sötétet. Ennek ellenére képesek megkülönböztetni a kéket és a vöröset. Szintén e mellett az elmélet mellett érvel a rugalmasság, azaz az emberi nyelvek azon tulajdonsága, hogy az adott szó jelentését nagymértékben befolyásolja a szövegkörnyezet. Az „imperfekt mapping”, azaz a hiányos megfeleltetés jelensége szintén a fenti elmélet mellett szól. Ez azt jelenti, hogy egy hangalakhoz több jelentés is kapcsolódhat, valamint léteznek azonos jelentésű szavak. A betűkhöz adott hangalakok tartoznak, amelyek a kiejtés során egy szabály következtében módosulhatnak. Például egészség (kiejtve: egésség), bicikli (kiejtve: bicigli).

### A legkisebb elem
A mentális lexikonnal kapcsolatos lényeges kérdés, hogy mi a tár legkisebb, még külön tárolódó eleme.
- Az egész lexéma elmélet szerint az összetett, valamint a toldalékos szavak egyben tárolódnak, és egy szótő minden egyes toldalékolt változata a mentális lexikon külön elemét alkotja: például könyv, könyvek, könyvet stb. azonban ehhez túl nagy kognitív kapacitás lenne szükséges az ilyen szerveződéshez.
- A dekompozíciós elmélet szerint csak morfémák, azaz a legkisebb jelentéssel bíró nyelvi egységek tárolódnak a mentális lexikonban, és azokat összeillesztve kapjuk meg az összetett szavak jelentését. Ennek előnye, hogy gazdaságosabb, ugyanakkor ez hosszabb feldolgozási időt von maga után.

A szavak tárolódásában úgy tűnik, hogy a dekompozíciós elmélethez közeli kevert modell a helyes, amit a kutatók az értelmetlen szavak vizsgálatából köveztettek ki.

#### Egész-lexéma elmélet
Az ún. egész-lexéma elmélet egy holisztikus elmélet, miszerint minden egyes szó, amit életünk során használunk vagy hallunk, a mentális lexikonunk külön elemét alkotja. Eszerint külön elemként létezik például cipő, cipők, cipőt, stb. Ez a modell olyan óriási elemszámot feltételez a mentális lexikonban, ami sérti a kognitív takarékosság elvét, miszerint a mentális funkciókhoz a lehető legkevesebb erőforrást, tárhelyet igénylő rendszert feltételezünk.

#### Dekompozíciós elmélet
A problémához tartozó másik elmélet a dekompozíciós elmélet, ami lényegében azt feltételezi, hogy a szavakat morfémákra bontva tároljuk, majd azokat újra összeillesztve kapjuk a jelentést. Ez az elképzelés megfelel a kognitív takarékosság elvének, viszont hosszabb feldolgozási időt igényel, mivel az elemeket előbb meg kell keresni a tárban, majd össze is kell illeszteni. A dekompozíciós elméletet támasztják alá az alábbi jelenségek is:
1. Ha egy adott szófajú álszóval van dolgunk (pl. a kavag főnév), ahhoz könnyen csatolunk toldalékot és képezünk másik szót (pl. kavagol).
2. Hosszabb ideig tart kiolvasni egy azonos szótagszámú többmorfémás szót, mint egy egyetlen morfémából állót. A reakcióidő ez esetben a lexikális hozzáférésből, a döntési időből és a motoros hezitációból áll. A reakcióidő (ezen belül feltehetőleg a lexikális döntés) az úgynevezett pszeudomorfémás szavaknál, amik hangalakjukat tekintve olyanok, mintha ragjuk lenne, de jelentésüket tekintve egyetlen morfémából állnak (pl. rét, elem, doughter, stb.), hosszabb, mint az egymorfémás szavaknál, de rövidebb, mint a kétmorfémás szavak esetén.
3. A reakcióidő alapján is különbség látszódik a morfémák két fajtája között: a derivációs morféma másik morfémához csatolva megváltoztatja annak jelentését (pl. asztal -asztalos), míg az inflexiós morféma nem változtat a másik morféma jelentésén (pl. asztal – asztalok).
4. Markes Taft (1981) lexikális döntési kísérletében a pszeudoprefixumok (egyes szavak alakja azt sugallja, hogy prefixum áll az elején, de valójában egyetlen morfémával állunk szemben, például result) is lassítják a reakcióidőt. Ha például a „recall” szó után, (ami „re”- prefixumot tartalmaz) halljuk a result szót, a mentális lexikonunkban elindul egy keresés a „sult” morféma jelentése után, pedig olyan önálló szó nem létezik. Ez a hibás keresés lassítja a felismerést.
5. Garret (1976, 1980) kutatásai leírták a nyelvi elszólások természetét, és azt találta, hogy legtöbbször a toldalékokat cseréljük fel, de ha egész szót tévesztünk, akkor is általában olyan szófajú szót mondunk, ami az adott környezetbe illik. A toldalékok felcserélése arra enged következtetni, hogy a szabad és a kötött morfémák külön tárolódnak a mentális lexikonunkban.

A fenti eredmények mind arra engednek következtetni, hogy az egyes morfémák külön tárolódnak a mentális lexikonban. Nem szabad azonban megfeledkezni arról, hogy néhány kifejezés nyelvtanilag több morfémából áll, de a gyakori használat miatt pszichológiailag egyetlen morfémának számít, Így a mentális lexikon külön elemévé válik (pl. Jó napot kívánok!).

### Szerveződése
A mentális lexikon pontos szerveződésé jelenleg nem ismerjük, több feltételezés is van a szerveződés mikéntjére (pl. atomgömb-elmélet, pókháló-elmélet).
• Atomgömb elmélet: A mentális lexikonban különböző egymástól elhatárolt szemantikai tényezők szerepelnek, melyek szemantika egységek jelképeiből az úgynevezett atom gömbökből épülnek fel. Ezek a szemantikai tényezők átfedésben lehetnek más szemantikai tényezőkkel, csoportokkal ez esetben egyeznek bizonyos szemantikai egységekben, azaz atomgömbjeiknek egy részében.
Az egészet úgy lehet legkönnyebben elképzelni hogyha a szemantikai tényezőket egy nagy halmaznak tekintjük amibe különböző szemantikai jelképek kerülhetnek az adott halmaz kritériumainak függvényében. És az így felépülő halmazok fedhetik egymást ez esetben természetesen osztoznak atomgömbjeik egy részén is.
• Pókháló elmélet: Elfogadottabb elmélet a neuronális hálózatokhoz való hasonlósága és a szó asszociációs kísérletek sikeresebb magyarázata miatt. Az elmélet lényege, hogy az egyes szemantikai egységek korlátlanul kapcsolatot teremthetnek más egységekkel. Az egységek közötti távolság nem számít csak az egységek közti kapcsolatok számában mért relatív távolság. Így egy hálózatot épít ki melyben egy elem több másikkal létesít kapcsolatot.
- ezek felcserélhetőségen alapuló (paradigmikus) kapcsolatok
- szintagmatikus kapcsolatok: különböző egységek összeadása
- asszociatív kapcsolatok (véletlenszerűek)

### Rendhagyó alakok
A szótövek a mentális szótárban tárolódnak, egyéni jelentéseikkel. A rendhagyó többes számú alakokat, mert különlegesek, gyökérszavakként vagy tőszavakként tároljuk a mentális szótárban, ezek nem hozhatók létre szabály segítségével. A szabályos többes számú alakokat viszont nem a szótárban tároljuk, ezek olyan komplex szavak, melyeket inflexiós szabályok segítségével hozunk létre, mikor kell. Például kutya – kutyák, de: bagoly – baglyok.

### Beszédértés
Folyékony beszéd során csak azért vagyunk képesek érzékelni a szóhatárokat, mert az adott hangsorok egybeesnek a mentális lexikonunkban tárolt elemekkel, így a szóhatárok igazából csak illúziók. Például nem ismert idegen nyelv hallásakor nem tudjuk elkülöníteni egymástól a szavakat

### Hibás működés
Ha az agyban az úgynevezett Wernicke – terület (bal temporális lebeny) sérül, okozhat anómiának nevezett jelenséget, mely során a főnevek előkeresésére válik képtelenné a beteg, bár a szómegértés ép marad.

## Szóhozzáférés

### Befolyásoló tényezői
- Gyakoriság: azon szavak kiolvasása, megnevezése a gyorsabb, amelyeket gyakrabban használunk.
- Képkiváltó érték: a konkrét (magas képkiváltó értékű) szavak kiolvasása gyorsabb. Bleasdale kutatásai azt mutatják, hogy az absztrakt szavak kiolvasási sebessége gyorsulhat, ha az absztrakt szavak társaságában van. Ez azt is jelenti, hogy az absztrakt és a konkrét szavak különböző helyen tárolódnak.
- Szemantika: a szóasszociációs vizsgálatok azt mutatják, hogy az ellentétek, az egy kategóriába való tartozás és a kiegészítő jelleg (jelentés) gyorsítják a szóhozzáférést.
- Grammatika: például beszédtévesztéseink során soha nem cserélünk főnevet igére. (Ebből következik, hogy a grammatikai kategóriákat külön tároljuk.)
- Fonológia: a „nyelv hegyén van” jelenség (TOT) vizsgálatok során kiderült, hogy a fonológiai tulajdonságok alapján a jelentéshez is hozzá tudunk férni (Brown-McNeill). Olyan nyelvekben, ahol a főneveknek neme van (pl. spanyol, olasz), ott a szó grammatikáját is elő tudjuk hívni (Vigliocco).

### A lexikális hozzáférés modelljei
- Szeriális keresési modell (Forster): sorban keressük az egyes elemeket.
- Párhuzamos hozzáférési modellek:
  - Kohort modell (Marslen-Wilson, Tyler): egy szó hallatán a szó első szótagja alapján azzal minden egyező szó aktiválódik, de a szó második fele szűkíti a keresést. Ezen keresés közben más folyamatok (fentről le, top down) is elindulnak egy mondat megértése közben (egy mondatban a kontextus is segíti a lexikális keresést, elvárásaink vannak a mondat végével kapcsolatban a mondat eleje alapján).
  - Logogén (vagy logogen) modell (Morton)
  - Konnekcionista modellek (McClelland, Rummelhart)
- Ellis és Young modellje: a patológiás esetekből következtet a mentális lexikon szerkezetére. Szerintük a látott szótól a kimondásig három út vezet:
  - szó→vizuális mintázat→kimondás
  - szó→lexikonban keresés→jelentés→fonémák→kimondás
  - szó→vizuális minta→lexikon(de nincs jelentés)→kimondás

## Összetett szavak
Hogyan reprezentálódnak az összetett szavak? Különbséget kell tennünk kétféle összetett szó között: az egyik fajtája, az úgynevezett szemantikailag transzparens összetett szavak jelentése lényegében az őket alkotó lexémák jelentéséből kikövetkeztethető (pl. szemétkosár, magnókazetta). Ezek a szavak a feltételezések szerint nem alkotnak külön elemet a mentális lexikonban. Azonban az olyan összetett szavak, amik szemantikailag nem kötődnek az őket alkotó lexémák jelentéséhez, a mentális lexikonunk külön elemét adják (pl. balfék, nefelejcs, stb.).

## Külső hivatkozások
A téma néhány jeles szakértőjének honlapja:
- Steven Pinker
- William Marslen-Wilson
- Gósy Mária